# Wild Bill Moore
Pour les articles homonymes, voir Moore.
Wild Bill Moore, de son vrai nom William M. Moore, né le 13 juin 1918 à Houston (Texas, États-Unis), mort le 8 août 1983 à Los Angeles (Californie, États-Unis), est un saxophoniste de jazz et de rhythm and blues américain.

## Biographie
Né à Houston, William grandit à Détroit, où il apprend la boxe et le saxophone. Influencé par Chu Berry et Illinois Jacquet, il enregistre ses premiers disques avec Christine Chatman (l'épouse de memphis Slim). Il a aussi joué avec Red Allen, Ben Webster, Lionel Hampton, Helen Humes, Slim Gaillard, Paul Williams et Louis Armstrong.
En 1947, il enregistre sur le label Savoy « We're Gonna Rock, We're Gonna Roll », l'un des premiers rocks de l'histoire. Suivront notamment Rock And Roll pour Modern en 1949 et Rock Bottom pour King en 1950.
En 1960, il réalise deux albums de jazz pour le label Jazzland. Plus tard, il fait surtout du studio à Détroit et enregistre aussi avec Junior Mance, Big Joe Turner, Houston Person ou The Funk Brothers.
Il est également connu pour avoir largement contribué au mythique album What's Going On de Marvin Gaye en 1971, notamment sur la chanson Mercy Mercy Me (The Ecology).

## Discographie
Albums
- Swingin' For Pappy (Savoy ,1948)
- Wild's Bill Beat (Jazzland, 1960)
- Bottom groove (Jazzland, 1961)
- The Complete Recordings, Vol. 1: 1945-1948 (Blue Moon, 2004)
- The Complete Recordings, Vol. 2: 1948-1955 (Blue Moon, 2004)